# برهان‌الدین کرمانی

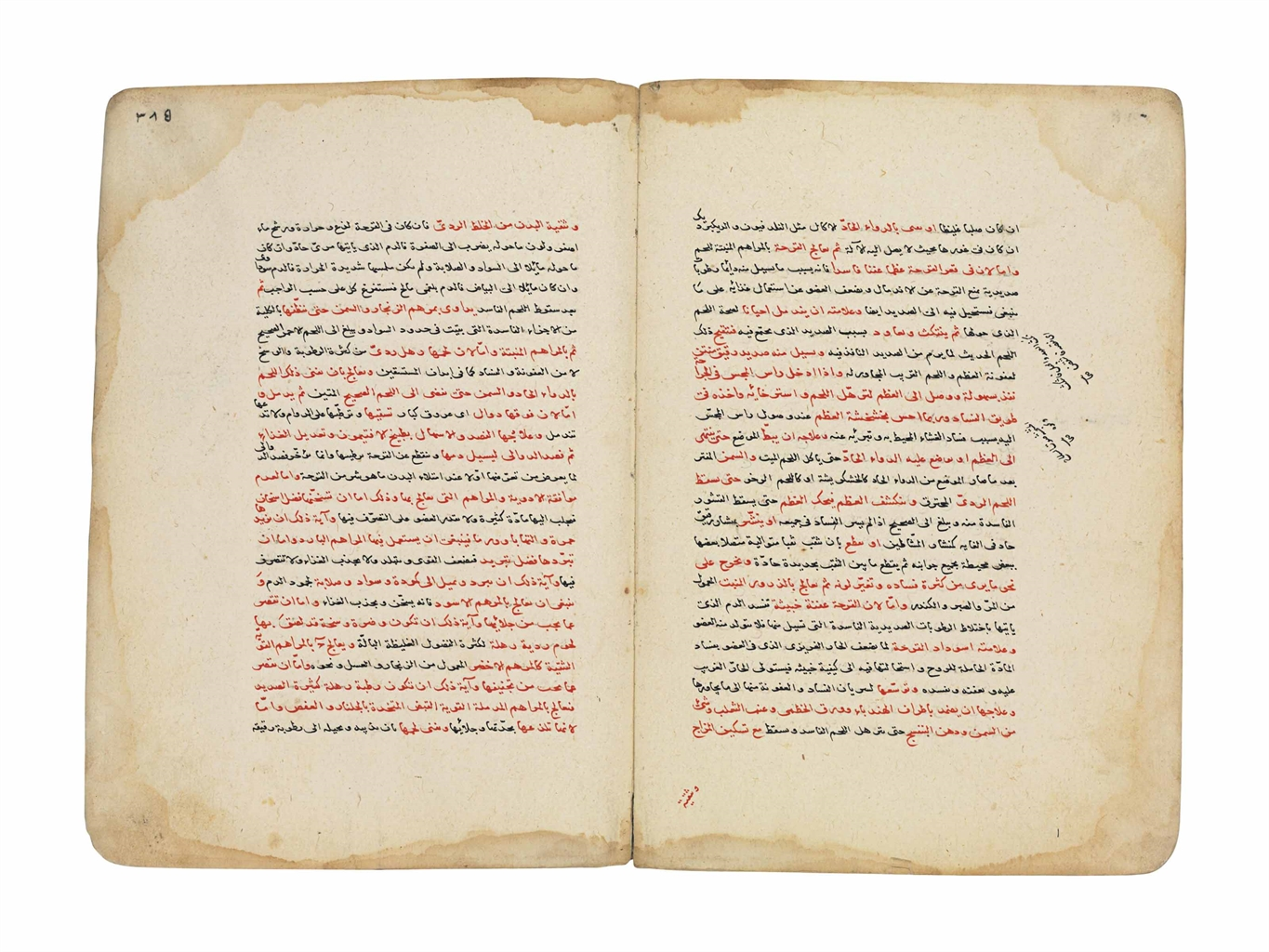
شرح الموجز اثر برهان‌الدین کرمانی

برهان الدین نفیس بن عوض بن حکیم کرمانی یا  برهان‌الدین کرمانی  (زاده: ۸۱۲ هجری قمری در کرمان، درگذشت: ۸۹۰ قمری)، پزشک ایرانی قرن پانزده میلادی از کرمان بود. وی که معروف به طبیب نفیس یا حکیم نفیس (نفیس کرمانی) نیز بوده و گاه برهان نفیس هم خوانده شده، از حکیمان، طبیبان و دانشمندان مشهور ایران در قرن نهم هجری و از بزرگترین و نامدارترین مولفین کتابهای پزشکی در تاریخ پزشکی ایران محسوب می‌شود. نفیس بن عوض از اطبای دربار الغ بیگ تیموری و از استادان طبّ در مدرسهٔ الغ بیگ بود و کتابهای طبی متعددی را از خود به یادگار گذاشت، که از مشهورترین آنها شرح الاسباب و العلامات و شرح کتاب الموجز ابن نفیس قرشی می‌باشد.
وی همچنین جدّ اعلای خاندان نفیسی است که بسیاری از آنان در طی قرنهای نهم تا چهاردهم هجری از اطبای بزرگ ایران بوده‌اند که از آن جمله میرزا علی اکبر خان نفیسی (ناظم الاطباء کرمانی)، قابل ذکر است.

## زندگینامه
نفیس بن عوض کرمانی در حدود سال ۸۱۲ قمری در شهر کرمان متولد شد. خاندان و پدران او (لااقل تا چهار نسل قبل از او)، همگی از اطبای کرمان بودند و به طب و طبابت در کرمان شهرت داشتند و از جمله پدر و پدربزرگش، هر دو از حکیمان و طبیبان مشهور کرمان به حساب می‌آمدند.
نفیس بن عوض در کرمان تحصیلات طبی خود را به پایان رسانید و در همین شهر به طبابت مشغول شد. مهارت و حذاقت وی در طب به زودی شهره خاص و عام گردید. در نهایت شهرت این طبیب حاذق کرمانی آن قدر عالم‌گیر شد که «اُلُغ بیک بن شاهرخ بن تیمور گورکانی»، پادشاه نامدار تیموری، وی را از کرمان به سمرقند فراخواند و او به عنوان پزشک مخصوص در دربار الغ بیگ به کار مشغول شد. 
وی در دوران اقامت خویش در سمرقند بنا به درخواستِ الغ بیگ گورکانی، به تدوین چند رساله و از جمله رسالهٔ مشهور خود «شرح الاسباب و العلامات» و نیز مجموعهٔ موجزالقانون (خلاصه قانون ابن سینا) مشغول شد که تألیف برخی از آنها سالها بعد از قتل الغ بیگ و هنگامی که حکیم نفیس به کرمان بازگشته بود، در این شهر تکمیل شدند.
وی پس از مرگ الغ بیگ به کرمان بازگشت و تا پایان عمر خویش در کرمان ماند و به تدریس طب به شاگردانی که برخی از آنها فرزندان او بودند و نیز به تألیف کتابهای پزشکی مشغول بود.
وفات او به‌طور دقیق مشخص نیست، اما برخی مرگ او را در ۸۹۰ هجری قمری ثبت کرده‌اند.

## آثار او
- شرح الاسبابِ و العلامات
- شرح الموجز القانون (شرح قانونِ ابن سینا)
- سمومات و حمیات

به گفتهٔ آیت الله جوادی آملی، برخی آثار نفیس بن عوض تا پنجاه سال پیش [یعنی تا اوایل قرن پانزدهم هجری] در حوزه‌های علمیهٔ نجفِ اشرف تدریس می‌شد در سرزمین‌های اسلامی و بخصوص در ایران، عراق، شبه جزیرهٔ هند و پاکستان مورد رجوع و استفاده بود.
رساله‌های پزشکی نفیس بن عوض نه فقط در ایران بلکه به قول علامه جوادی املی در شبه قاره هند و پاکستان به عنوان یک کتاب مختصر یا هندبوک مورد استفاده قرار می‌گرفته است.

## درباره او
حاجی خلیفه در کتاب کشف الظنون او را متطبّب خوانده، یعنی کسی که ادعای طبابت دارد. حال آن که خود حاجی خلیفه دربارهٔ کتاب شرح الاسباب و العلامات وی می‌نویسد:
«این کتاب شرحی است لطیف و در آن به خوبی تحقیق نموده و مطالب را واضح ساخته است» 
دکتر مجید ملک محمدی در تشریح انتساب متطبّب به حکیم نفیس بن عوض شرح داده است:
« عموم اطباء قدیم خود را برای مقام طبابت لایق نمی‌دانستند و نام طبیب بر خود نمی‌گذارند چرا که این مقام را خیلی بالا و والا می‌دانستند و عموماً خود را "متطبب" می‌نامیدند. چنانکه رازی و ابن سینا و عده زیادی در تمدن اسلامی خود را "متطبب" می‌گفتند . بعضی پا را فراتر نهاده کلمه "طبیب" و "حکیم" مطلق را برای ذات باری عزاسمه می‌دانستند و بس؛ و اگر کسی خود را به نام طبیب می‌خواند آن را نامتناسب می‌دانستند 
وی همچنین درباره برهان الدین نفیس بن عوض کرمانی می‌نویسد:
 این طبیب کرمانی، نه فقط بخاطر مراتب علمی والای خود و تبحّر کم نظیرش در فن طبابت بلکه بواسطهٔ اینکه سرمنشاء و سرسلسلهٔ جمع کثیری از پزشکان کرمان و ایران قرار گرفت، حائز اهمیت به شمار می‌رود و اغلب وقایع تاریخ پزشکی به ویژه در کرمان طی اعصار بعد و دستِ کم تا قرن چهاردهم هجری تحت تأثیر اوست
در کتاب تاریخ طب و طبابت در ایران نیز درباره او آمده است:
کتاب شرح الاسبابِ و العلامات او در کنار کتاب قانون ابن سینا دو منبع اصلی تدریس طب در مدارس طبی ایران بوده است.
او اولین بار احیائ قلبی ریوی، را در طب باستانی ایران به صورت ترکیبی از "حرکت قوی و متسع کنندة قفسة سینه" ( معادل تنفس مصنوعی) و "فشردن طرف چپ قفسة سینه" (معادل ماساژ قلب)، تعریف کرد.